# 異紋紫斑蝶
異紋紫斑蝶（学名：Euploea mulciber）分佈於臺灣平地至中海拔山區，冬天會有群聚南部山谷越冬的行為，偏好闊葉林或次生林周圍的開闊環境，喜好訪花
。在臺灣另有別稱：「端紫斑蝶」、「紫端班蝶」、「雌線紫斑蝶」、「藍線鴉」。

## 描述
本種為中型斑蝶，具明顯雌雄二型性。全身黑褐色，有藍白色斑點與細線。雄蝶頭、胸、腹及足多黑褐色，胸腹部及下唇鬚外側具白點或白斑列；前足跗節癒合、匕狀、有毛。翅背面黑褐泛靛藍或藍紫色光澤，前翅長41-45 mm，呈三角形，翅端圓鈍，後緣略凸；後翅扇形，前側具灰色斑塊與乳白色特化鱗。翅面斑點分布於中央、外側與亞外緣，多為藍白色。翅腹面褐色，斑紋與背面相似但底色較淺；前翅CuA2室與後翅近Rs脈具性標與特化鱗。緣毛黑白相間，氣味刷黃色。
雌蝶體色與雄蝶相近，但胸部背板有明顯白點與線紋，腹部斑紋更顯著。前足跗節分節、有爪、無毛。前翅外緣直，背面斑點較明顯但金屬光澤較弱。後翅具放射狀白紋與亞外緣白點列。翅腹面色澤較淡、無光澤、不具性標，斑紋清晰。

## 分佈
分布於泛東洋區，小巽他群島亦有記錄。臺灣分布於本島低至中海拔地區以及部分離島。

## 棲地
主要棲息於海岸林與常綠闊葉林，一年可多代。飛行緩慢，喜愛訪花。本種常出現在南臺灣「紫蝶幽谷」的越冬群聚中，但在北臺灣冬季亦常見。
幼蟲以桑科榕屬及夾竹桃科植物為食。寄主植物包括桑科的榕樹、天仙果、澀葉榕、島榕、九重吹、薜荔、珍珠蓮，以及夾竹桃科的隱鱗藤與絡石等。

## 外部連結
- 维基共享资源上的相關多媒體資源：異紋紫斑蝶
- 維基物種上的相關：異紋紫斑蝶